# المشور (يهر)

تعديل مصدري - تعديل

المشور هي إحدى قرى عزلة يهر بمديرية يهر التابعة لمحافظة لحج، بلغ تعداد سكانها 111 نسمة حسب تعداد اليمن لعام 2004.